# Brachythecium funckii
Brachythecium funckii là một loài rêu trong họ Brachytheciaceae. Loài này được Schimp. mô tả khoa học đầu tiên năm 1860.